# Most Chaotianmen
Most Chaotianmen (chin. upr. 朝天门长江大桥, chin. trad. 朝天門大橋, pinyin Cháotiānmén Dàqiáo) – most łukowy o najdłuższym obecnie głównym przęśle na świecie, wynoszącym 552 metry, znajdujący się w Chongqing w Chinach, stanowiący przeprawę nad rzeką Jangcy. Nowoczesny obiekt mostowy złożony z konstrukcji kratownicowej wykonanej z belek stalowych. Pomost obiektu składa się z dwóch poziomów, na górnym poziomie o szerokości 36,5 metrów znajduje się sześć pasów ruchu oraz dwa chodniki, natomiast na dolnym poziomie znajdują się dwie linie tramwajowe po dwa pasy torów. Most otwarto 30 kwietnia 2009 roku, mimo że jego budowę zakończono dzień wcześniej, koszt budowy wyniósł około 300 mln dolarów amerykańskich.